# Baiomys
Baiomys is een geslacht van zoogdieren uit de familie van de Cricetidae. De wetenschappelijke naam van het geslacht werd in 1894 gepubliceerd door Frederick W. True. 

## Soorten
Er worden 3 soorten in dit geslacht geplaatst:
- Baiomys brunneus (J. A. Allen & F. M. Chapman, 1897)
- Baiomys musculus (C. H. Merriam, 1892)
- Baiomys taylori (O. Thomas, 1887) – Amerikaanse dwergmuis